# 後陳朝

後陳朝
大越

後陳朝（ごちんちょう、ベトナム語：Nhà Hậu Trần / 家後陳）は、現在のベトナム北部を支配した王朝（1407年 - 1414年、1426年 - 1428年）。胡朝大虞と同様、3代8年の短命王朝であり、歴代皇帝の全てが傀儡でしかなく、王朝自体も支配力の弱い亡命政権の態が強かった。

## 歴史

### 成立への過程
1400年、陳朝は重臣の胡季犛に簒奪されて滅びた。胡季犛は諸改革を断行して国制を固めたが、簒奪と粛清を繰り返していたために国内では反対者も多かった。さらに明の永楽帝が安南への南下政策を推し進めるにあたり、陳朝の復権とその一族の陳添平の復位を求めると胡季犛はこれを拒絶。永楽帝は1407年に大軍を安南に侵攻させ（明胡戦争）、胡季犛は多くの臣下に離反されて捕らえられて殺され、大虞は滅びた。
以後、安南は明の直接支配に入る。明は安南に対して過酷な搾取並びに過度な同化政策を強要したため、安南各地で明への反乱が発生した。このような中で1407年10月、愛国者だった陳肇基は、陳朝の第9代皇帝芸宗の次男だった陳頠を盟主として謨渡（現在のニンビン省イエンモー県イエンタイン社）で蜂起した。陳頠は帝号を称して即位した（簡定帝）。これが後陳朝の起源である。

### 抗明闘争と滅亡への道
簡定帝は反明勢力を結集して明に抵抗したが、明軍の圧倒的兵力・物量などもあって苦戦した。1408年初め、乂安（現在のゲアン省）に向けて進軍し、これに化州（ホアチャウ、現在のトゥアティエン・フエ省）の鄧悉と、以前に升華（タンホア、現在のクアンナム省）の官吏であった阮景真が呼応した。12月に大越軍は逋姑（ポーコー、現在のナムディン省イーイエン県イエンバン社）の船着場で鄧悉や阮景真らの奮戦もあって4万の明軍を撃退したとされる（逋姑の戦い）。以来、簡定帝たちの名声は安南中に広がり、多くの人間が大越軍に投じた。
しかし、逋姑での戦勝の後、鄧悉ら功臣の実力を恐れた簡定帝は阮夢荘の中傷の言葉を聞き入れて、鄧悉と阮景真の二人を誅殺したため、蜂起は徐々に分裂していった。
この暴挙に激怒した鄧容（鄧悉の子）や阮景異（阮景真の子）らは、多くの軍とともに乂安に入り、簡定帝の甥である陳季拡（チャン・クイ・コアン）を皇位につけた（重光（チュンクアン）帝）。清華から化州へと移動し、簡定帝を上皇にして中枢から排除した。結局、簡定帝は明軍に捕らえられ、金陵（現在の南京）に送られて処刑された。
しかし鄧悉ら名将の死は痛手であった。1411年半ば、増援を受けた明軍は次第に攻勢を強めて清華に進攻を開始し、大越軍は順化へと撤退した。1413年8月、順化は明軍の攻撃を受け、大越軍は明軍の前に四散していった。重光帝・鄧容・阮景異は次々に捕らえられ、蜂起は失敗に終わった。これによって大越軍は事実上壊滅し、後陳朝は一時滅亡した。
重光帝は燕京（現在の北京）に送られる途中、1414年に投水して死んだという説もあるが、実際には永楽帝によって処刑されたと見られている。
その後、黎利という英雄が1418年に平定王を称して反明の兵を挙げた。1424年に永楽帝が崩御したことにも助けられて明軍に連戦連勝。明では永楽帝崩御の翌年に次代の洪熙帝が崩御し、高煦の乱が起こるなどの事情もあって次第に安南支配は弱体化していき、1427年に黎利は遂に明軍を安南からの撤兵に追い込んだ。
こうして安南の実質的支配者となった黎利は、丐者の子で、芸宗の甥を称していた胡翁（陳暠）を擁立して（天慶帝）、自らは裏で権力を握った。1427年に天慶帝は明より安南国王に封じられた。ただしこれは王朝創設の時間稼ぎだったと考えられ、1428年に天慶帝を殺害した黎利は後黎朝を開き（太祖）、後陳朝は完全に滅んだ。

## 歴代皇帝
1. 簡定帝 陳頠（在位：1407年 - 1409年）
2. 重光帝 陳季拡（在位：1409年 - 1414年）
3. 天慶帝 陳暠（在位：1426年 - 1428年）

## 元号
1. 興慶：1407年 - 1409年
2. 重光：1409年 - 1414年
3. 天慶：1426年 - 1428年